# Maryburgh (Perth and Kinross)
Maryburgh ist eine Ortschaft, die im Norden von Schottland zwischen Perth im Norden und Edinburgh im Südosten in der Region Perth and Kinross liegt. Im Rahmen der historischen Gliederung Schottlands in Civil Parishes zählt es zu Cleish, das zu Kinross-shire gehörte.
Maryburgh liegt im Süden von Perth and Kinross, wenig nördlich von Kelty, das bereits zu Fife gehört. In der näheren Umgebung finden sich Keltybridge im Süden sowie Blairadam im Westen.
Der Ort entstand in den 1730er Jahren als geplante Siedlung, die der Unterbringung von Leuten dienen sollte, die im Bergbau beschäftigt waren. Entworfen wurde das Konzept durch den Architekten William Adam, der ihn nach dem Vornamen seiner Ehefrau, Mary Robertson, benannte. Es blieb unvollständig, nur wenige Häuser, darunter eine Schule, wurden errichtet.